# Gottlob Karl Ludwig von Corvin-Wiersbitzki
Gottlob Georg Karl Ludwig von Corvin-Wiersbitzki (* 12. November 1756 in Perleberg; † 4. Januar 1817 in Kienwerder, Kreis Templin) war ein preußischer Generalmajor.

## Leben

### Herkunft
Er war Angehöriger des Adelsgeschlechts von Corvin-Wiersbitzki. Seine Eltern war der General Georg Ludwig von Wiersbitzki und dessen Ehefrau Julia Sophie von Graevenitz (* 26. März 1729; † 20. August 1811).

### Militärlaufbahn
Gottlob von Corvin-Wiersbitzki trat 1770 in das Kürassierregiment „von Manstein“ (K 7) ein, mit dem er 1778/79 am Bayerischen Erbfolgekrieg 1787 an der Hollandkampagne teilnahm. Dabei gelang ihm die Überrumpelung einer Schanze, wofür er am 17. September 1787 den Orden Pour le Mérite erhielt und 1791 zum Stabsrittmeister befördert wurde. Im Mai 1792 übernahm Corvin-Wiersbitzki als Chef ein Eskadron im Regiment der braunen Husaren („von Wolffradt“). Während des Ersten Koalitionskriegs belobt und zum Major befördert, stieg er im Mai 1805 zum Oberst auf.
Vorgesetzte Corvin-Wiersbitzkis bedauerten 1803, „daß sein aufbrausendes Naturell ihn gar zu oft zu sehr widersinnigen Handlungen verleitet“. Eine derartige Handlung hatte am 27. August 1805 die Verurteilung zu einem Jahr Festungshaft zur Folge. Bereits einen Monat später wurde ihm, als ein Dritter Koalitionskrieg bevorstand, wegen der Mobilmachung der Arrest erlassen. Im Jahr 1806 währte die Haft ab April in der Festung Cosel nur kurz, weil im Sommer die Mobilmachung gegen Frankreich begann. Im Vierten Koalitionskrieg war er ab September 1806 dem Regiment der gelben Husaren „von Koehler“ (H 7) zugeteilt, mit denen er an der Schlacht von Jena und Auerstedt und am Rückzug im Korps Blücher teilnahm. Weil Blücher Corvin-Wiersbitzkis Truppe vor der Kapitulation bei Ratekau detachiert hatte, konnte sie nach Ostpreußen entkommen. Ende Januar 1807 wurde er Kommandeur der 1. Husaren-Brigade, die aus den Resten der roten oder „Blücher-Husaren“ (H 8), der gelben, der Rudorff (H 2)- und Usedom-Husaren (H 10) bestand.
Am 18. Juli 1807, dem Tag des Friedens von Tilsit, ernannte König Friedrich Wilhelm III. Corvin-Wiersbitzki zum Generalmajor. Im Dezember 1807 setzte er ihn als „aktiven General“ auf halbes Gehalt. Bei Kriegsbeginn hatten in der preußischen Armee 142 Generäle gedient. Nach der Reorganisation vom September 1808 und gemäß den Erkenntnissen der nach Kriegsende eingesetzten Untersuchungskommission zum Verhalten der Offiziere gehörte Corvin-Wiersbitzkizu den 22 Generälen, die in der preußischen Armee verblieben. Bei Beginn der Befreiungskriege im März 1813 erhielt Corvin-Wiersbitzki kein Kommando, bekam aber die Erlaubnis, in russische Dienste zu treten. Dies scheiterte jedoch, wie auch die Suche nach einer Stelle als General in anderen alliierten Armeen. Zum 1. Juli 1813 bewilligte ihm der König den erbetenen Abschied aus der preußischen Armee und gewährte ihm ein Ruhegehalt von 1000 Talern, das ab 1815 jährlich um 100 Taler anstieg.
Corvin-Wiersbitzki starb am 4. Januar 1817 in Kienwerder in der Uckermark.

### Familie
Seine erste Frau war Amalie Caroline Jacobine von Weyher († 11. Oktober 1784), sie war die Witwe des Generals Christian Rudolf von Weiher. Nach ihrem Tod heiratete er Johanna Charlotte Friederike von Krahn († 12. Oktober 1834), mit der er acht Kinder hatte. Zwei Söhne und zwei Töchter erreichten das Erwachsenenalter, darunter der spätere preußische Generalleutnant Ludwig von Corvin-Wiersbitzky (1789–1872).